# 함열고등학교
함열고등학교(咸悅高等學校)는 대한민국 전북특별자치도 익산시 함열읍 와리에 있는 공립 고등학교이다.

## 학교 연혁
- 1951년 8월 27일 : 함열 농업고등학교 3년제 6학급 인가
- 1951년 10월 10일 : 농업과 50명 모집(개교)
- 1983년 7월 13일 : 함열 고등학교(보통과 12학급)로 교명 변경
- 1992년 8월 1일 : 보통과 6학급, 정보처리과 6학급 인가
- 2010년 8월 20일 : 일반계 고등학교 학과 개편
- 2023년 9월 1일 : 제32대 김병석 교장 부임
- 2024년 1월 10일 : 제71회 졸업(12명) 졸업생 총 수 6,043명
- 2024년 3월 4일 : 2024학년도 신입생 18명 입학

## 참고 자료
- 함열고등학교 - 한국교육학술정보원 학교알리미